# توشیکی کویکه
توشیکی کویکه (انگلیسی: Toshiki Koike؛ زادهٔ ۱۰ نوامبر ۱۹۷۴) بازیکن فوتبال اهل ژاپن است.
از باشگاه‌هایی که در آن بازی کرده‌است می‌توان به باشگاه فوتبال توکیو اشاره کرد.